# 血腥体育

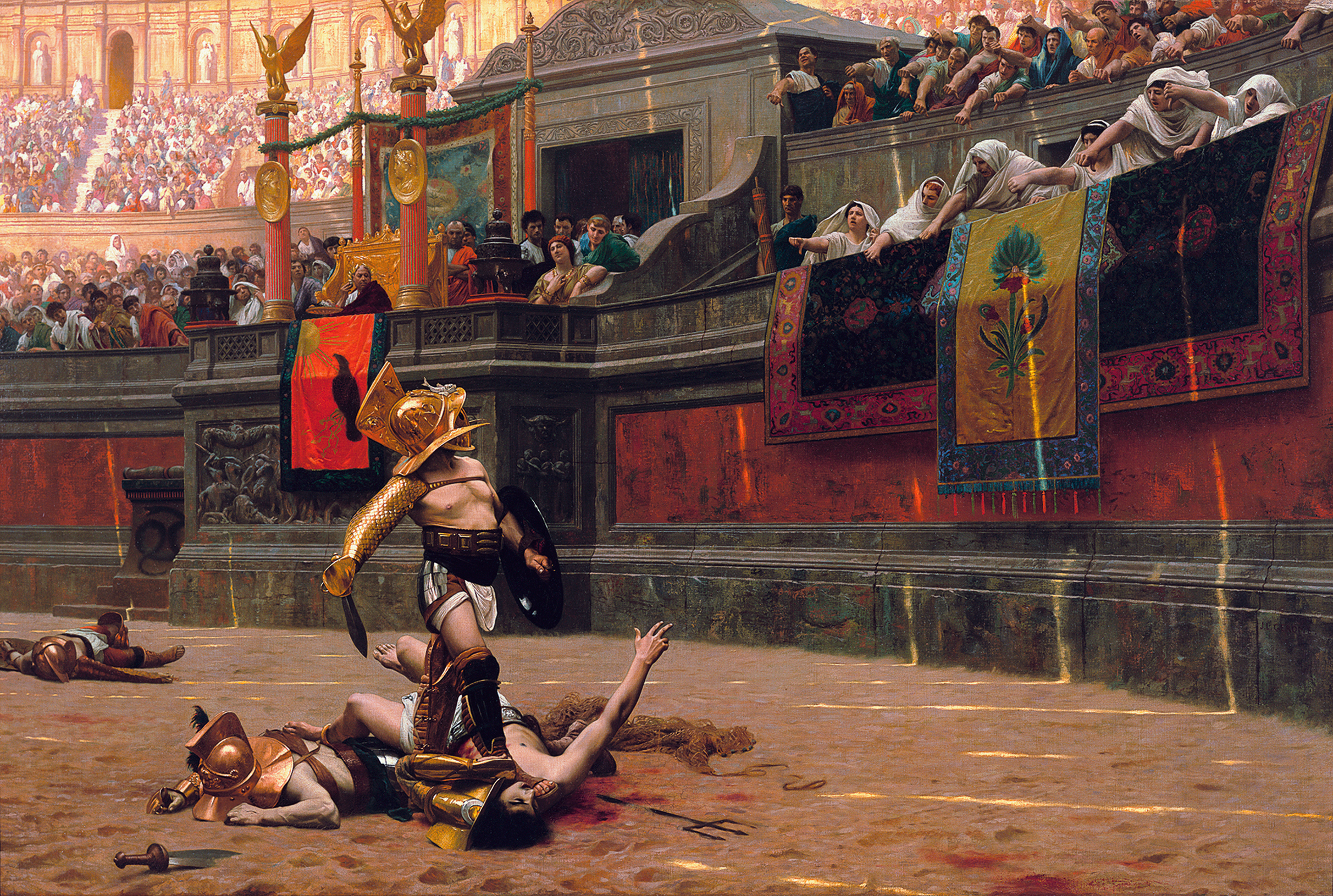
《拇指倒转》（Pollice Verso）中描述的古罗马角斗士，让-里奥·杰洛姆，1872年

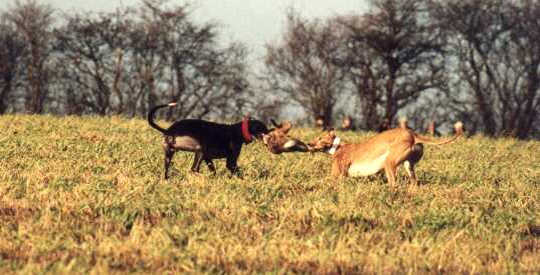
休闲狩猎中使用的猎犬捕猎野兔

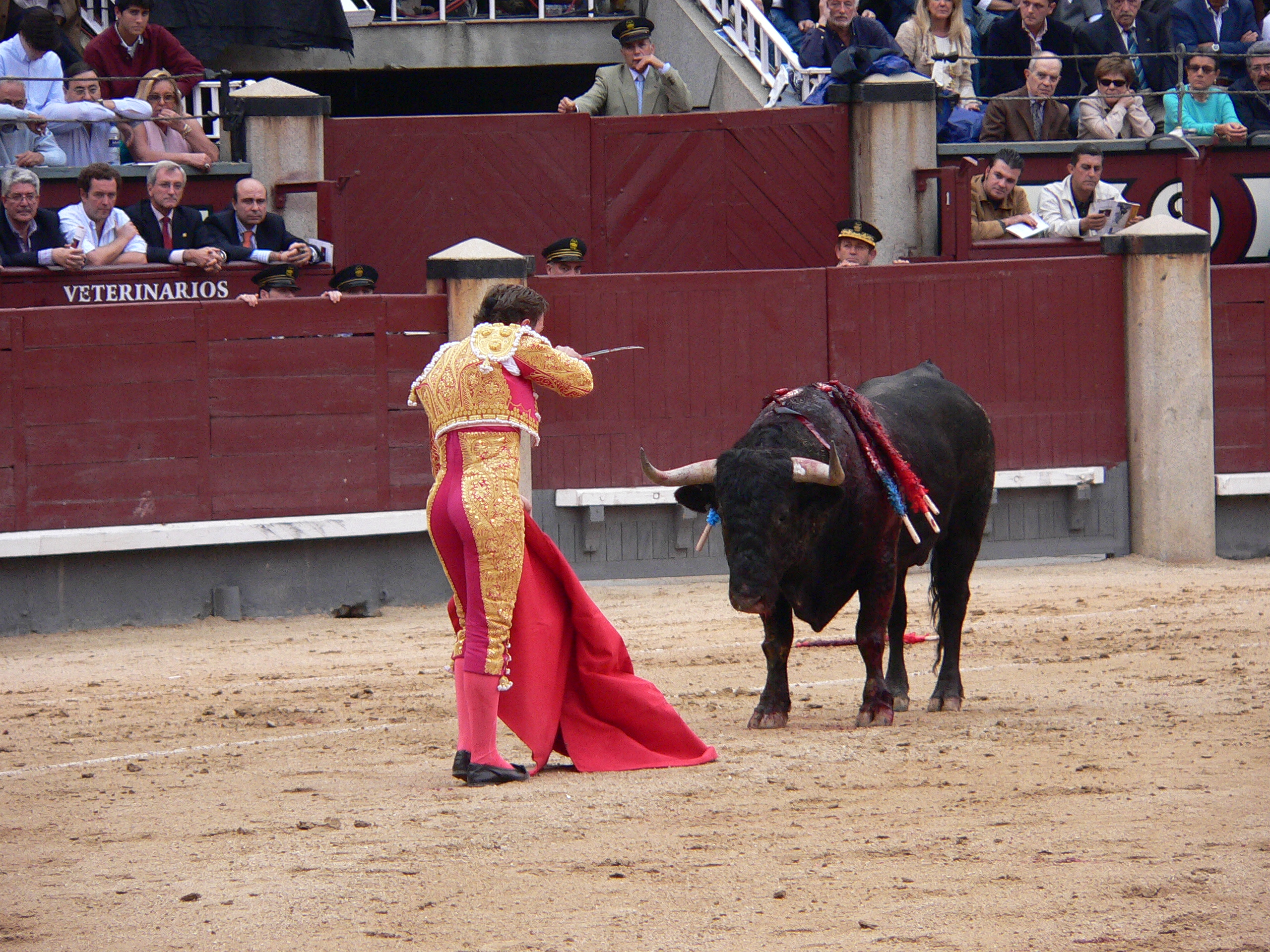
鬥牛

血腥体育（英語：blood sport）泛指任何高機率会发生流血、伤残或死亡的竞技或观赏性体育运动，主要依赖用暴力和蛮力的视觉展示激发观众各种嗜血的应激反应，用刺激肾上腺素的分泌产生快感满足娱乐心理需求。血腥体育包括各种格斗运动、斗兽和各类涉及杀戮或的户外运动（比如狩猎和不放流的捕鱼），其中历史上最著名、最高调、最血腥的赛项是古罗马的角斗士。

## 种类列表

### 人与人
- 击剑
- 古希腊拳击
- 拳击
- 综合格斗
- 角斗士
- 缅甸拳
- 泰拳
- 潘克拉辛
- 骑枪
- 摔跤
- 职业摔角

### 人与动物
- 休闲狩猎
- 戰利品狩獵
- 短吻鳄摔跤
- 斗牛
- 奔牛
- 砸鸡
- 狩猎
- 捕鱼
- 射火鸡
- 章鱼摔跤
- 揪鳝鱼
- 角斗士（与猛兽搏斗）

### 动物之间
- 动物混斗（通常是不同物种之间）
- 斗鱼
- 骆驼摔跤
- 斗鸡
- 猎犬狩猎（通常是捕捉狐狸、野兔、豺狼等等）
- 鬥熊
- 斗蟋蟀
- 鬥狗
- 斗马
- 斗公羊
- 斗蜘蛛

## 争议

### 非法格斗

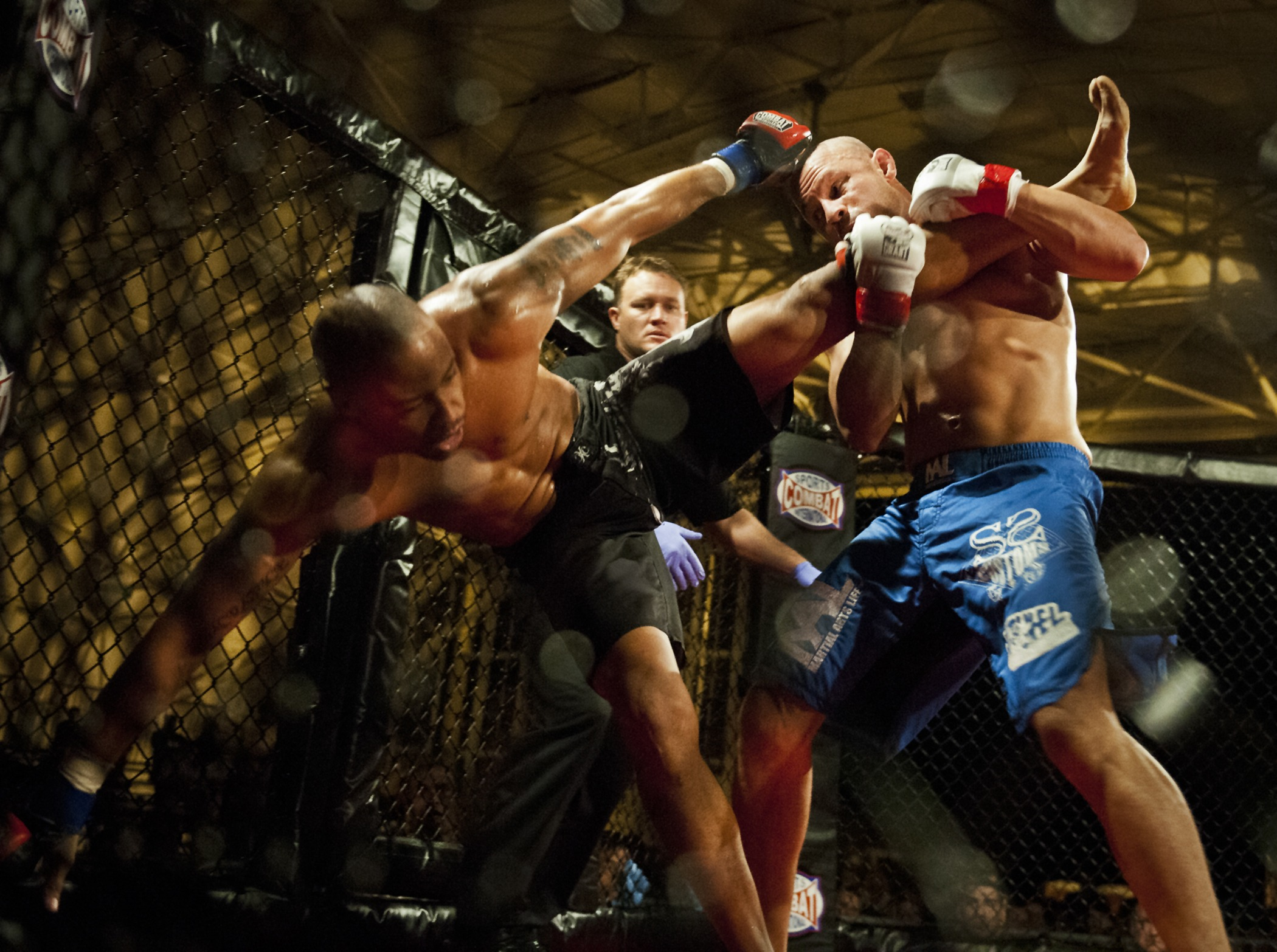
地下格斗俱乐部

非法格斗也称地下格斗或“黑拳”，泛指一切不受法律和官方规则监管的格斗体育赛事。现今的合法赛事通常都有很严格的安全措施，防止选手受到过重的伤害；但非法的赛事通常没有保护措施，甚至希望多流血来吸引受众，因此对选手危险性极高，伤残死亡时有发生。而且非法项目大多涉及赌博，并且时常有黑社会参与洗钱。聚众组织非法格斗的场所俗称“搏击俱乐部”（fight club）。

### 斗兽

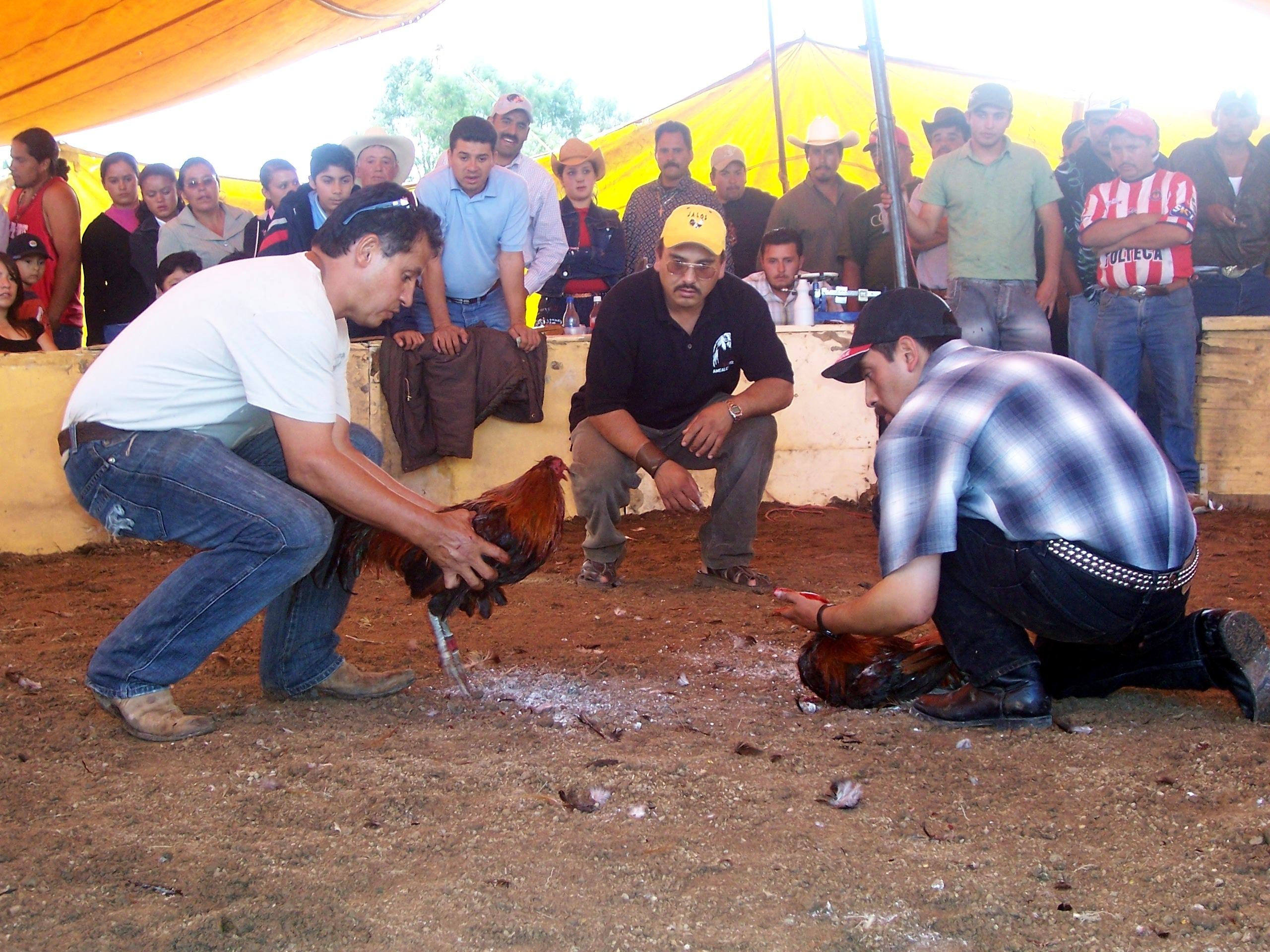
斗鸡

虽然现代体育讲究安全和道德化，许多血腥体育仍然在一些地区属于合法，比如斗牛和斗鸡，其支持者通常喜欢用文化传统为其辩护。比如斗牛的支持者们（称作aficionado）就将斗牛看做一种文化活动而不是体育运动，或者称之为“悲剧奇观”（因为斗牛士总有命悬一线的风险，而公牛最终也会被杀死）。

### 休闲狩猎和捕鱼

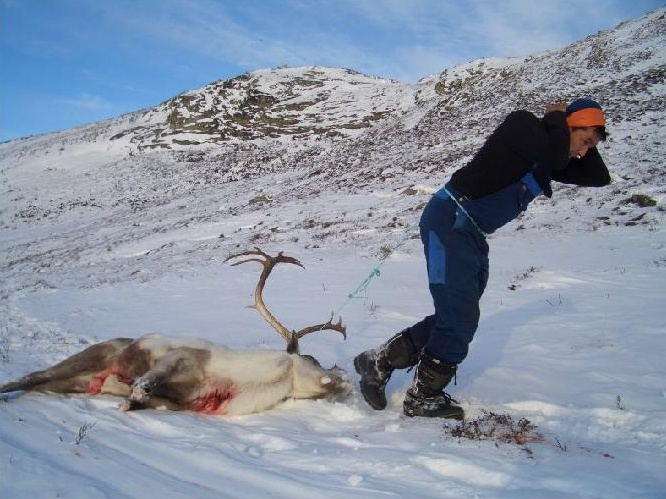
猎杀驯鹿

动物权利和动物福利的支持者主张把“血腥体育”的概念扩张到各种休闲狩猎，特别是战利品狩猎，所涉及的动物几乎都会被杀死，将动物的身体部位割走做成战利品也可以被看做是一种虐尸。即使是使用麻醉枪的生态狩猎，也会因为心搏停止、窒息等并发症死亡，或因为跌倒造成的器官损伤、麻醉延迟消退影响行动力而造成动物机体功能下降，从而更容易遭到捕食、受伤和溺水无法长期存活。此外，一些用过度威力的大口径枪械射击小型动物、故意延长动物伤痛、甚至专门追求让目标血肉横飞或被枪弹肢解的猎杀行为已经违反了正常的狩猎伦理，也可以被视作是纯粹用虐待动物追求感官刺激的不道德血腥体育。
休闲捕鱼也常常被指控是一种血腥体育，因为钓鱼使用的鱼钩或多或少会对鱼嘴、鱼鳃和鱼喉造成创伤，而鱼被拉出水面时挣扎和无法呼吸也受到折磨，同时被鱼线悬挂都能对鱼的颌骨和脊椎的韧带和肌肉造成拉伤。尽管西方休闲捕鱼者常常会钓获放流，仍有证据证明有平均六分之一的鱼被释放后会死亡到五分之一，特别是被从深水区强行拉到浅水的底栖鱼类。如果在钓鱼者持鱼的方式不恰当，死亡率可能超过四成。而如果捕鱼者使用的是锚鱼、刺鱼、刨鱼、射鱼或棒击等直接造成致命贯穿伤或钝伤的方法，则百分之百符合血腥体育的概念范畴。